# 雾都孤儿
《雾都孤儿》（英語：Oliver Twist），是英国作家查爾斯·狄更斯的第二部作品，在1838年由理查德·本特利出版。
故事记叙了一位孤儿奥利佛·他斯特在济贫院的悲惨经历，以及随后在殡仪馆的遭遇。他逃到伦敦后遇到了少年犯头子小扒手道奇（Jack Dawkins）。天真的奥利佛被他们带到了教唆犯费金（Fagins）的老巢。
小说揭露了狄更斯時代伦敦大量孤儿的悲惨生活。小说的副标题是《教區男孩的進步》，暗指约翰·班扬的《清教徒進步》和18世紀威廉·荷加斯的讽刺连载《浪子的進步》和《娼妓的進步》。
如同狄更斯的其他小說，本書揭露許多當時的社会恶疾，一如「远大前程」,此書描寫了救濟院、童工、以及幫派吸收青少年參與犯罪等，试图唤起大眾的注意。狄更斯使用諷刺和黑色幽默來對社會虛僞進行了嘲諷。小說的靈感可能來自羅伯特·紐西蘭（Robert Blincoe），這位孤兒在紡織廠做童工的苦難在十九世紀三十年代被廣泛閱讀。而狄更斯早年的童工經歷也可能對故事情節發展有所貢獻。
本书曾多次改編為電影、電視劇及舞台劇。世界知名導演羅曼·波蘭斯基於2005年也曾將此书拍成电影。最早林紓将其译作《贼史》，后有人译为《孤雏泪》。

## 出版
小說起初是以月刊連載的形式出現，于1837年2月開始到1839年4月結束。小說原先是狄更斯連載故事《泥蛙》的一部分。直到1847年，小說才有了自己獨立的連載。喬治·克魯克香克以鋼鐵蝕刻版畫的方式爲其提供了插圖。在連载結束前的6月中，故事的小說形式第一次出現，由理查德·賓利出版，並使用了筆名"Boz"，以及克魯克香克24份插圖。
第一版名稱爲《苦海孤雛》或《教區男孩的進步》
连载日期：
- I – 1837年2月（第1–2章）
- II – 1837年3月（第3–4章）;

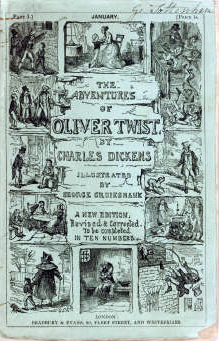
連載第一版，《奧利佛·退斯特曆險》1846年1月
喬治·克魯克香克設計

- III – 1837年4月（第5–6章）;
- IV – 1837年5月（第7–8章）;
- V – 1837年7月（第9–11章）;
- VI – 1837年8月（第12–13章）;
- VII – 1837年9月（第14–15章）;
- VIII – 1837年11月（第16–17章）;
- IX – 1837年12月（第18–19章）;
- X – 1838年1月（第20–22章）;
- XI – 1838年2月（第23–25章）;
- XII – 1838年3月（第26–27章）;
- XIII – 1838年4月（第28–30章）;
- XIV – 1838年5月（第31–32章）;
- XV – 1838年6月（第33–34章）;
- XVI – 1838年7月（第35–37章）;
- XVII – 1838年8月（第38-39章的一部分）;
- XVIII – 1838年10月（完结39章–41章）;
- XIX – 1838年11月（第42–43章）;
- XX – 1838年12月（第44–46章）;
- XXI – 1839年1月（第47–49章）;
- XXII – 1839年2月（第50章）;
- XXIII – 1839年3月（第51章）;
- XXIV – 1839（第52–53章）;

## 故事概况

### 济贫院和第一份工作

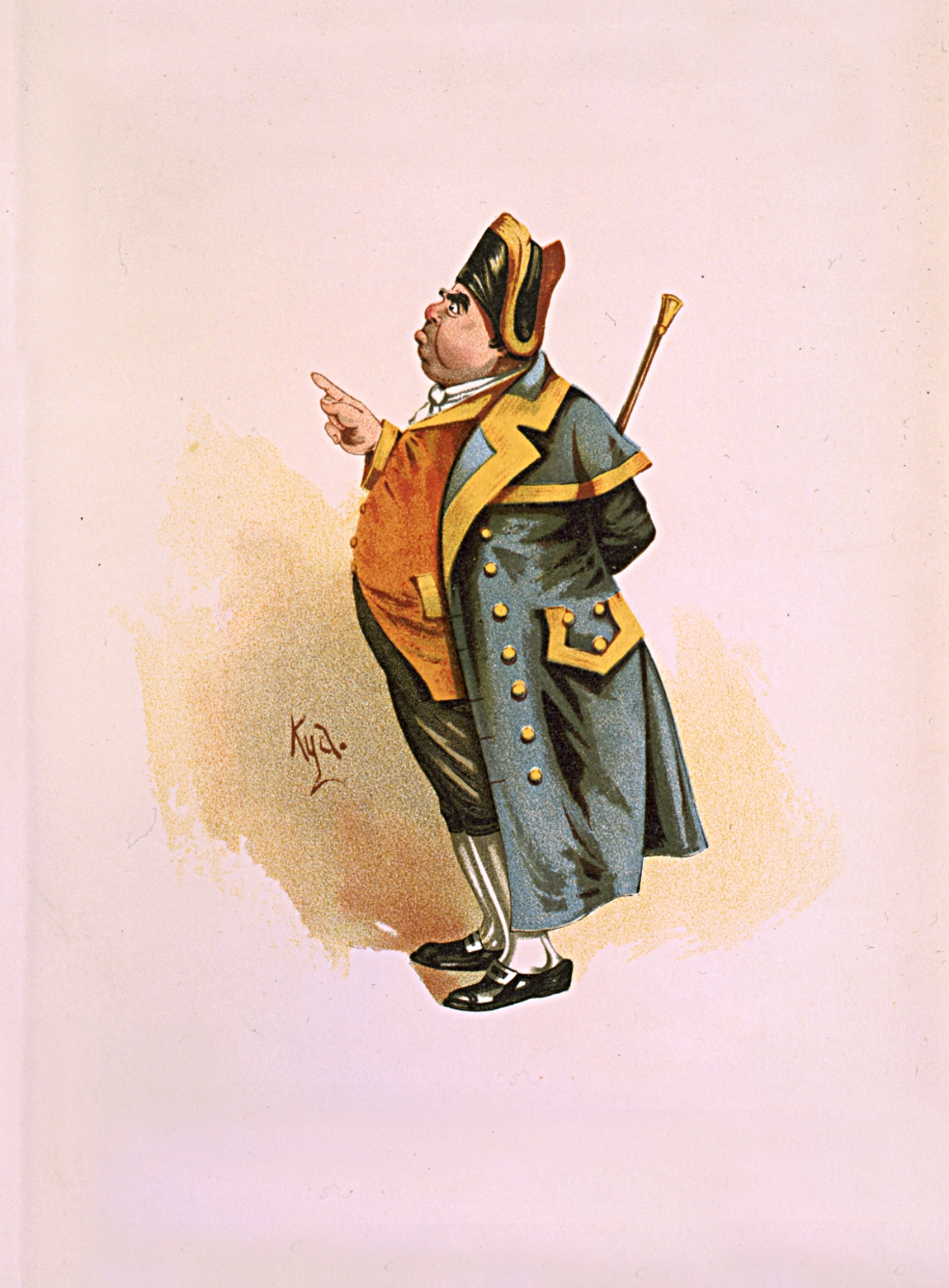
邦布尔先生

奧利佛·退斯特是個在某地貧困的濟貧院中的孤兒（雖然1837年小說在《賓利雜錄》刊登時鎮子叫做泥蛙，位于倫敦70英里以北——但事實上它的位置在北安普敦）。他出生時母親去世，而父親則不知下落。根據《1834年濟貧法案》（Poor Law Amendment Act 1834），因此奧利佛被給予最低限度的照顧在麥恩太太的托兒所度過九年的歲月。然而他經常過著吃不飽，穿不暖的生活。奧利佛在他的9歲時被教區執事邦布爾先生給逐出還被勒令在濟貧院撿麻絮。奧利佛在六個月中經常處於挨餓的情況。某天餓壞的孩童們決定抽籤，抽中的就必须再要一勺稀粥。奧利佛中籤戰戰兢兢地走上前來，手裏拿著碗提出他最著名的請求：“對不起，先生，我還要一點。” 
混亂遂即而至，負責濟貧院的僞善、肥胖的紳士立即作出決定：谁带走這孩子做學徒就给他5英镑。一位野蠻的掃煙囪人幾乎要帶走奧利佛，但他聲嘶力竭地懇求不要和這个“可憎的人”同伍，以至于慈祥的老法官拒絕在契約上給他簽字。不久教區雇傭的殡儀蘇爾伯雷先生接受奧利佛。奧利佛得到稍好的對待，但由于他面容愁苦被當成送殡人使用。蘇爾伯雷先生的妻子對奧利佛産生反感。慈善學校的學生諾亞·克雷波爾嫉妒奧利佛成爲送殡人，蘇爾伯雷的女仆夏洛蒂則喜欢諾亞，但是諾亞爲了挑唆奧利佛，他因為侮辱奧利佛的生母說她是“裏裏外外爛透的賤貨”被奧利佛發生扭打爭執。蘇爾伯雷太太對奧利佛的行徑大發雷霆還又唆使她的丈夫、邦布爾先生再次對奧利佛做些不堪的對待。當晚奧利佛決定逃跑跟隨著馬車來到倫敦。

### 伦敦，小扒手達金斯和费金

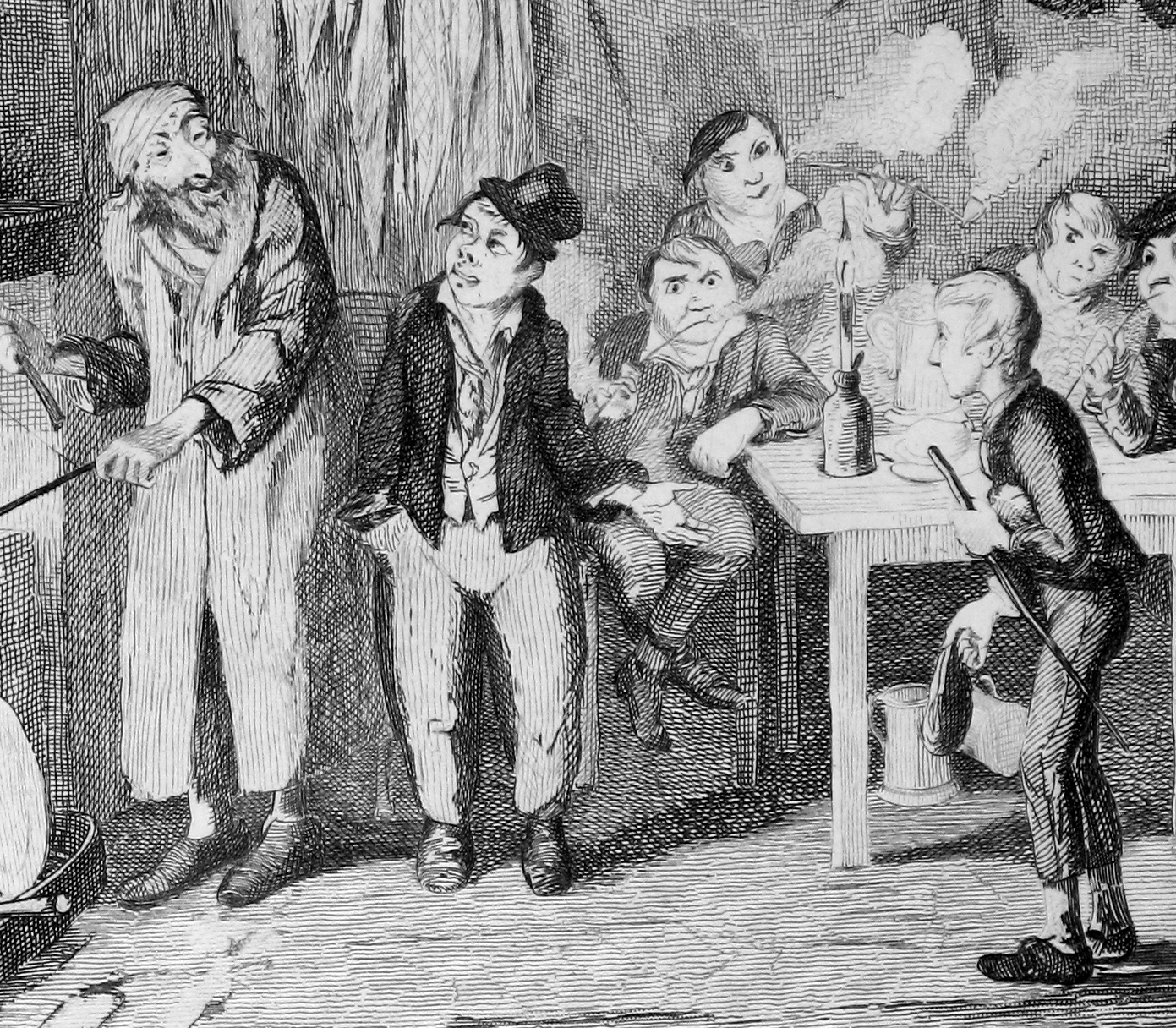
小扒手机灵鬼（中）向费金（左）介绍奥利佛 (右)

在他去伦敦的旅程中，奥利佛遇到被称之为機靈鬼（Artful Dodger）的杰克·达金斯（Jack Dawkins），但天真的奥利佛没有识破他的诡诈。达金斯为奥利佛提供免费的饭食并告诉他在伦敦的绅士会为他无偿提供食宿。奥利佛喜出望外跟随达金斯到“老绅士”的住所。由此奥利佛陷入名声狼藉的犹太罪犯费金（Fagin）的手中，即達金斯所说的老绅士并跟着一群少年帮派住在了位于大红花山（Saffron Hill）的老巢。此时的奥利佛依然被蒙在鼓里以为他们的工作是制作钱包和手帕。

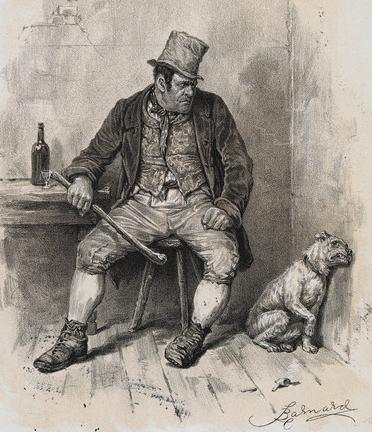
比尔·賽克斯（Bill Sikes），佛瑞德·巴纳德（Fred Barnard）绘

不久之后，奥利佛与两个小喽喽——達金斯和查理·贝兹（Charley Bates）出去“找”手帕。当奥利佛发现他们的工作是扒窃时已经太晚。达金斯和查理从老绅士布朗罗先生口袋里偷出手帕后逃逸，当布朗罗发现手帕不见后看见惊慌失措的奥利佛遂即追上去。众人将奥利佛給逮住交到推事那里。幸好布朗罗再三考虑之后似乎不愿意相信他是个扒窃犯。在举证过程中书报摊主指证是机灵鬼伸的手，奥利佛则因支持不住而倒地。布朗罗将奥利佛带回家中与管家贝德温太太一道照料他。奥利佛在布朗罗家迅速康复对他们的殷情感到受宠若惊。但是费金發現奥利佛失蹤後多天打算要找他回來。当布朗罗让奥利佛去为书本付钱时被孩子帮的一位女孩南茜給搭讪，南茜称她被恋人、残忍的比尔·賽克斯虐待，需要他的帮助。奥利佛跟过去便立即被绑起送回费金的老巢。小偷们搜出布朗罗先生给他的5镑钱将他全身的新衣服扯掉。奥利佛打算逃走报警但被達金斯、查理和费金生生給捉回来。南茜同情奥利佛将他从费金和賽克斯的施暴中救下来。不久後賽克斯帶著奧利佛前往一棟宅邸偷竊卻被屋裡的人識破，賽克斯在奧利佛中槍時逃跑。屋主梅萊老太太與侄女蘿絲·梅萊照料受傷的奥利佛將他視為家人般地看待。

### 谜团
神秘人蒙克斯找到了费金，与他密谋摧毁奥利佛的声誉。蒙克斯指责费金没能把奥利佛教唆成为一名罪犯，俩人商量好不让奥利佛得知自己的身世。很显然蒙克斯与奥利佛有些关联，但这直到后续故事才被写明。邦布尔先生与济贫院富有的柯尼夫人结婚，但天天被河东狮吼闹得狼狈不堪。吵嘴之后，邦布尔先生跑去酒馆消愁却遇到蒙克斯，蒙克斯问询有关奥利佛的事情被邦布尔要付开口钱，之后蒙克斯私会邦布尔。在邦布尔夫人告诉蒙克斯她所知的一切后，三人合谋将奥利佛母亲的小盒和戒指扔到河里。蒙克斯告诉费金說他要计划摧毁奥利佛，不巧被南茜听到告知奥利佛的恩人。
南茜为奥利佛的安危感到十分愧疚，她急忙找到蘿丝·梅莱向布朗罗先生报信。他知道蒙克斯和费金会回来找奥利佛的恩人。某夜南茜赶去私会，但賽克斯不准她离开，除非她能告诉事件和行踪。费金意识到南茜在捣鬼决定探个究竟。与此同时诺亚因偷钱离开苏尔伯雷逃到伦敦。夏洛蒂也跟过来 —他俩成了一对，诺亚化名“莫里斯·波尔特”加入费金的团伙。夏洛蒂（暗指）则成妓女。在诺亚与费金一起的时候，小扒手道奇偷银质鼻烟壶被抓受到定罪流放澳大利亚。之后费金派诺亚前去跟踪南茜，发现她与蘿丝和布朗罗先生私会准备守護奥利佛的行動。由於费金向賽克斯告密迫使他殺害南茜逃亡乡村。賽克斯被南茜的鬼魂所搅扰，镇上的动静则让他心神不定。他返回伦敦寻找藏身之处，但却在逃跑中遇到意外吊掛在屋顶上身亡。邦布尔失业落魄地重回先前的济贫院。查理·贝兹被賽克斯的恶性吓破胆跑到乡下诚实劳动，成就斐然。

### 结局

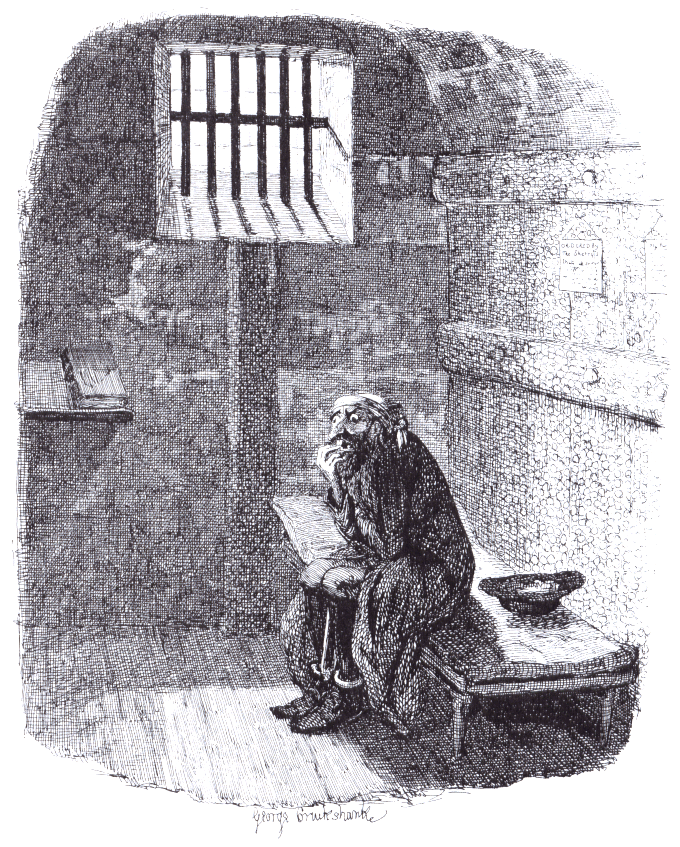
狱中的费金。

布朗罗先生吐露蒙克斯的真實身分：他的本名叫爱德蒙·李福特是奥利佛同父异母的兄弟，虽然生育是合法的，但婚姻却没有爱情。奥利佛的母亲艾格尼丝才是奥利佛的父亲的真爱。布朗罗先生留着她的照片，当发现孩子面孔时开始发问。多年以来蒙克斯搜索着奥利佛的目的是想摧残他(见亨利·菲尔丁的《汤姆·琼斯》案例)。布朗罗要奥利佛把自己一半的遗产（其实并不多）给蒙克斯为他提供第二次机会；奥利佛则满心答应。蒙克斯之后跑到美国将钱挥霍一空期間不停地惹事，最后死在监狱里。费金被捕關入大狱。在临刑前夜，布朗罗和奥利佛前往纽盖特监狱看费金最后一眼。二人目送在惊恐和绝望的费金前往刑場。而蘿丝·梅莱原来是艾格尼丝失散的妹妹，即奥利佛的阿姨。她嫁给心爱的哈利，奥利佛则跟着恩人布朗罗先生。诺亚成为警察的线人。

## 主题与象征

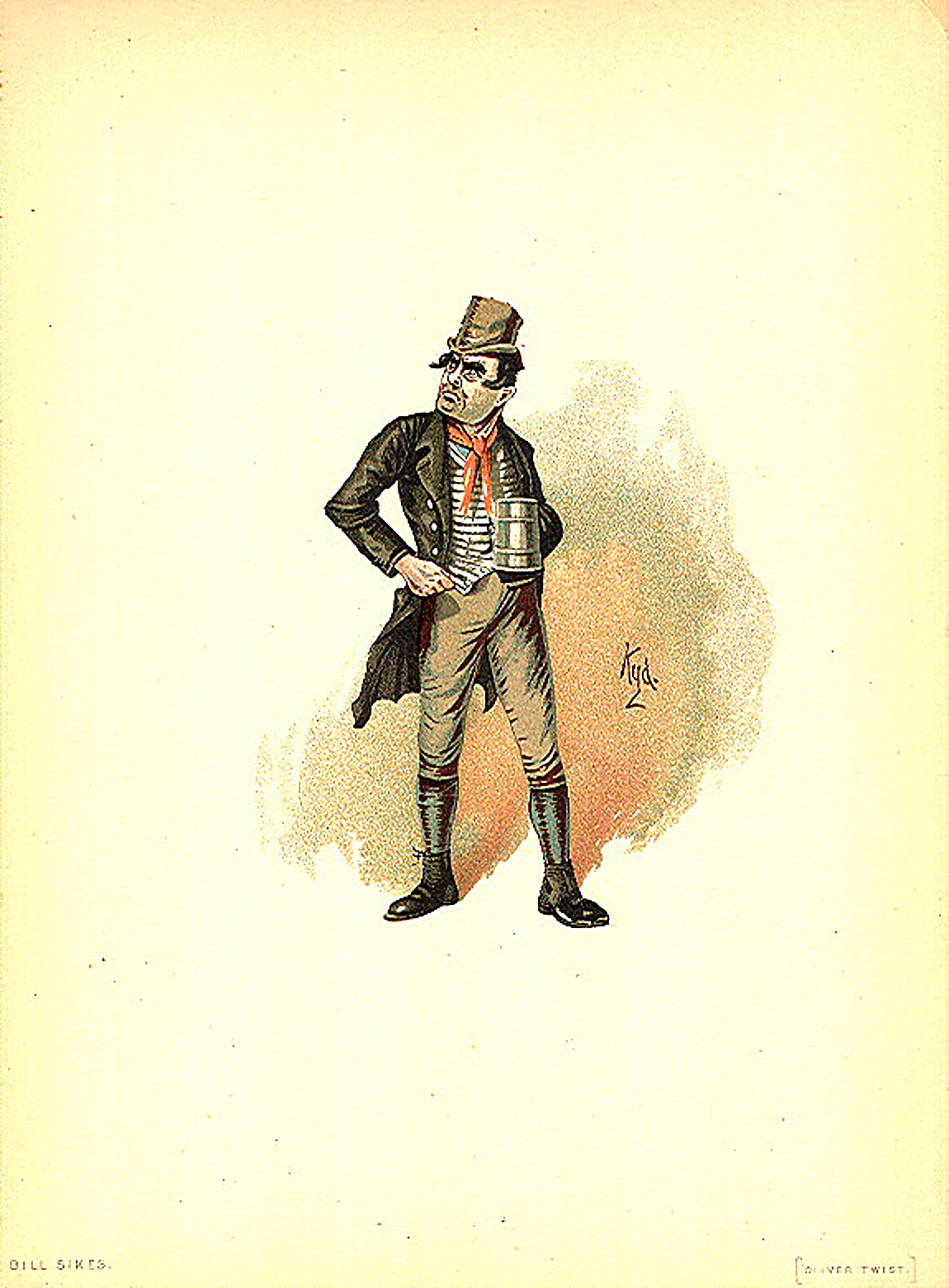
比尔·塞克斯，基德绘

在《苦海孤雛》中，狄更斯将冷酷的现实和无情的讽刺混杂使用，描述了工业革命对十九世纪英国产生的副作用，批判了残忍的新《1834年济贫法案备忘录》。无辜的奥利佛被卷入了这个世界，而他的唯一出路就是济贫院、费金的帮派、监狱或是坟墓；而當時的濟貧院的雜亂不堪，許許多多各種的老幼殘窮混居一堂，更有「社會墳墓」、「活墳墓」之稱。
在这个新兴的工业/制度化背景下，童话故事也层出不穷。在这个腐败堕落的环境中，被动的奥利佛却保持着自己的真纯；在别人都屈从的时候，他却憎恶罪恶，并以一种童话故事的风格，奥利佛最终获得了奖赏——在乡下过着平静的生活，并与慈善的朋友为伍。在向着大团圆进军的过程中，狄更斯也探究了十九世纪30年代伦敦流浪儿、孤儿的生活和可能的景观。

### 贫困与阶级

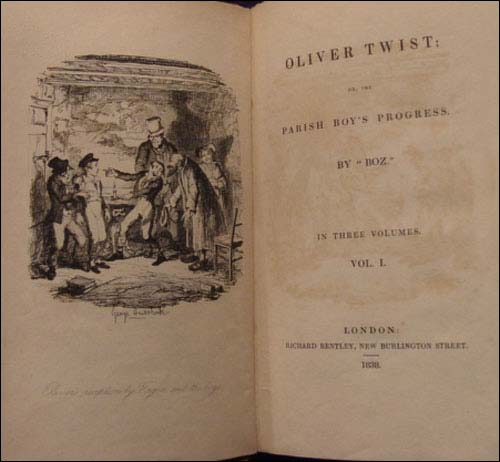
《苦海孤雛》书影

贫困是《苦海孤雛》中的主要议题。在整部小说中，狄更斯放大了这一主题，描述了贫民窟如此的破败、以至于整行房子濒临倒塌。在早先的章节中，奥利佛与苏尔伯雷先生参加了一个乞丐的葬礼，看到了整个家庭挤在一间不忍目睹的屋子里。
这种普世的不幸使得奥利佛所渴求慈悲与慈爱更加切中要害。奥利佛得到了一些或多或少的帮助，这些都帮助他度过难关。狄更斯描述了这种显而易见的贫困，告诉他的中产阶级读者们在伦敦有多少人饱受贫困与疾病的折磨。尽管如此，在《苦海孤雛》中狄更斯也透露了有关社会阶级和不公的混合訊息。奥利佛所在的济贫院将他放置在社会的最底层；作为一个没有朋友的孤儿，他受到轻视是习以为常的事情。“坚毅精神”使得他在折磨中得以存活。他绝大多数朋友则似乎罪有应得。诺亚·克雷波尔也是一个慈善学校的学生，他懒散、愚笨、懦弱；賽克斯是个恶棍；费金则教唆、腐蚀儿童；小扒手道奇则生来就犯事儿。奥利佛所遇到的许多中产阶级——苏尔伯雷太太、邦布尔先生、以及管理济贫院的那些假冒为善的“绅士”们——说实话，更加邪恶。

### 象征

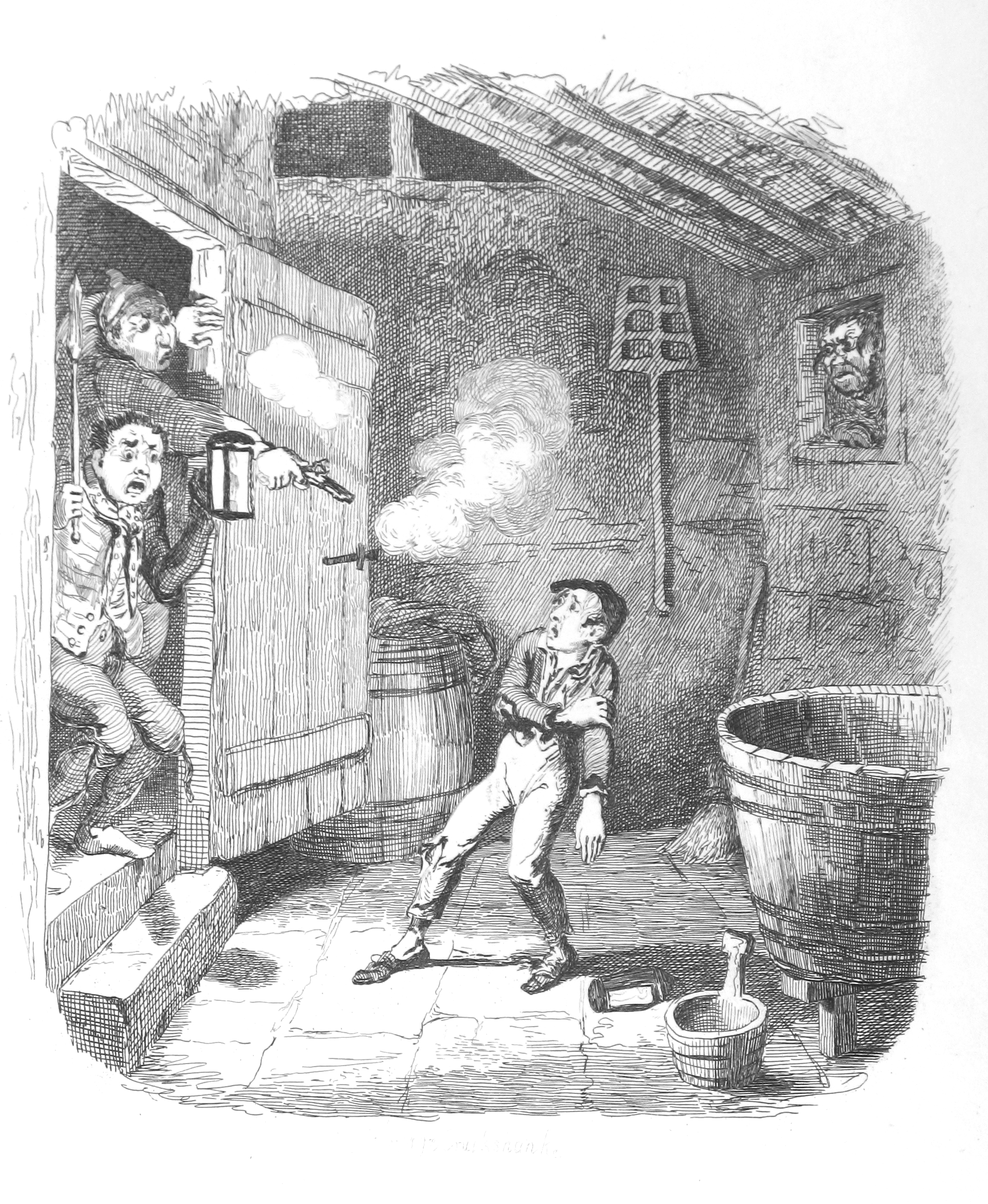
奥利佛在入室行窃时受伤。

狄更斯在写作中大量使用了象征手法。奥利弗所面对的许多象征都是善恶的较量：恶势力不停地试图腐化、剥削良善，但后者最终胜出。例如，“老好人”费金的品质是恶魔一样的：他擅长腐蚀小孩，盘踞在自己的角落里称王称霸；第一次登场时，他拿着长面包叉子站在火炉旁；在处决的前夜，他拒绝做最后的祷告。伦敦的贫民窟也有一个令人窒息的内部景观；黑暗与邪恶以昏暗的屋子和黑夜的形式出现，而统驭它们的残暴则化身为异常寒冷的天气。与之相反，梅莱与奥利佛所居住的乡野则好像快乐的天堂。
小说中也使用了尖锐的主题——肥胖，并以此唤醒奥利佛世界的极度不公。当饿得半死的孩子去多要一口饭时，大腹便便的男人对他进行了惩罚。小说中很多其它人都是体型超重的。在小说的末尾，洞悉尘世的眼睛成为了象征。多年来，费金躲避阳光、人群和开阔的场所，自己则常常呆在阴暗的老巢里。当末日来临时，费金站着受审，并因众目睽睽而倍感不自在。同样地，当賽克斯杀死南希时，他逃到了乡野，但无法逃避记忆中的眼神。另外，当看到自己的榜样不过是些杀人不眨眼的家伙时，查理·贝兹选择了回头是岸。

### 人物

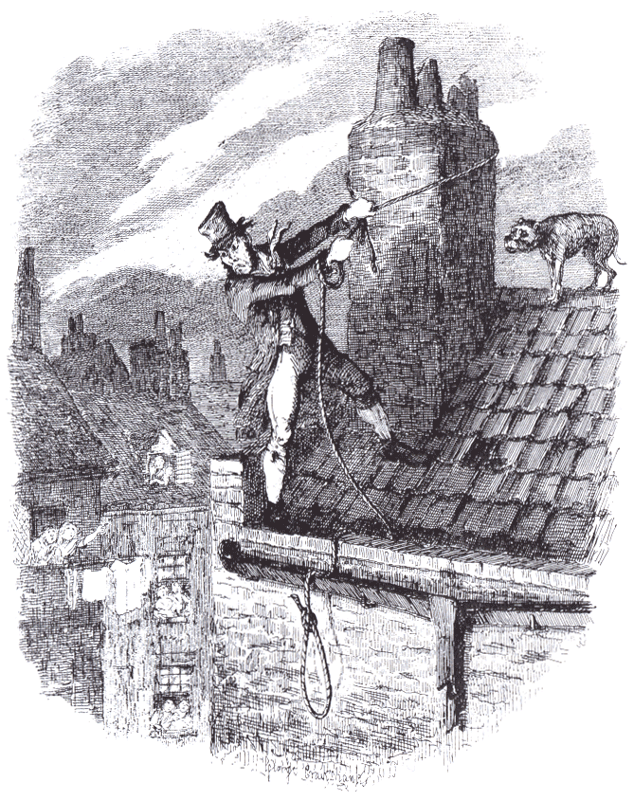
最后的机会

就复辟时期喜剧和亨利·菲尔丁而言，狄更斯为他笔下的人物给出了恰当的命名。奥利佛（Oliver）自己从字母表上是低贱孤儿的象征，是“完全扭曲的”（Twist）。然而，奥利佛和他的名字可能源于贫民习艺所男孩彼得·托利佛（P.Tolliver）的名字，狄更斯与他一块儿长大。格拉基特先生（Mr. Grimwig）得名于“冷酷”（grim），悲观的外貌。这个外貌实际上是他内在慈悲、感性的保护膜。其它角色则得名于半妖魔化的諷刺畫。麦恩太太（Mrs. Mann）负责照料奥利佛，但却是最没有母性的女人；邦布尔先生（Mr. Bumble）虽然极为自尊，但用词极为笨拙；苏尔伯雷先生自然是“酸梅子”（sour berries），指代苏尔伯雷夫人无尽的责骂，和苏尔伯雷的殡仪职业。露丝·梅莱（Rose Maylie）的名字与花朵和春天、年轻与美貌相联系，而托比·格拉基特（T.Crackit）的名字则与入室盗窃相联系。
比尔·賽克斯的狗靶心和“跟它们的主人一样”脾气坏，象征着主人的特征。狗的残忍代表了賽克斯的兽性，而賽克斯的自残则表现在狗的伤疤上。狗在賽克斯的指令下愿意去伤害任何人，表现出主人无头脑的残忍。賽克斯自己感到狗是自己的写照，这就是他为什么去淹死狗的缘故。实际上，他是在逃避自己。这就是为什么当賽克斯死后，狗也立即跟着离去。当賽克斯杀害南希后，靶心代表了賽克斯的罪孽。狗将地板踩满了血腥的脚印。不久，賽克斯拼命地想摆脱这条狗，认为狗的出现会出卖自己。然而，正如賽克斯无法摆脱自己的罪孽，他无法摆脱靶心，它在賽克斯死前跑了回来。靶心（Bull's-eye）的名字也唤起了南希眼睛的联系，后者在賽克斯那里阴魂不散，并最终导致了他的意外。
在整部小说中，狄更斯使用了极端的人物形象来探究对立的主题；例如，布朗罗先生和费金体现了“善与恶”。狄更斯也将遵纪守法的奥利佛和作威作福的小扒手道奇对立了起来。犯法与惩罚是主题的另一面，正如罪孽与救赎：狄更斯将犯罪行径描述为从扒窃到谋杀，而他们最后都受到了严厉的惩罚。最明显的是比尔·賽克斯被恶徒追猎致死，费金则关在牢房里，被判死刑。他们没有得到救赎：賽克斯试图逃逸；临行前，惊恐的拒绝见拉比或是祷告，反而求奥利佛帮助他越狱。南希则在最后得到了挽回，以平静的方式离去。
在《雾都孤儿》中，南希是少数充满矛盾的角色。虽然她也是个犯罪分子，被费金一手带大，但在奥利佛的拐卖上她依然心怀怜悯，并试图补偿。作为费金的一个受害人，她虽然被腐蚀，但良心未泯；在老人的犯罪帝国中她的声音是婉转的。她想把奥利佛从这种悲惨的命运中带出来；同时她不想背叛自己的恋人比尔·賽克斯。当之后他被斥责为无可救药时，狄更斯称她的心是“充满杂草的枯井底最后的一滴净水”。

## 反犹主义
狄更斯被指责在《雾都孤儿》中对犹太角色费金的描绘上持反犹主义立场。保罗·威勒里（Paul Vallely）写到费金是英语文学中最恶心的犹太角色，是狄更斯所创作的989位人物中最可恶的家伙。纳迪亚·瓦德曼评论了在文学中犹太人的形象，认为费金的形象不过是继承了犹太人是邪恶的传统，这个形象将他与恶魔、野兽联系了起来。
小说提及费金共257次，其中在前38章称其为“犹太人”，而其它人物的种族和宗教信仰却很少提及。1854年，《犹太编年史》（Jewish Chronicle）质问为什么“犹太人在这位‘好心的’作者笔下以及被压迫人中被单独拎了出去。”狄更斯（他对伦敦街头生活和儿童压迫见地颇深）解释道他之所以将费金定格为犹太人是因为“很不巧这是真实的，在小说所述的年代里，犯罪分子们几乎清一色地都是犹太人”。狄更斯称自己将费金叫成犹太人并不是想要攻击犹太信仰，他在信中写道“对犹太人来说我认为他们只是朋友。在公开和私下，我都会说他们的好话，并能够在交往过程中证实他们信仰的纯正。”伊莱扎·戴维斯（Eliza Davis）的丈夫在1860年购买了狄更斯的故居，写信向他抗议对费金的描述，称自己遇到了“对希伯来人轻蔑的卑鄙歧视”，认为他对犹太人造成了极大的误解。狄更斯在收到信后，起初予以反驳，但随后暂停了对《雾都孤儿》的印刷，并修改了小说的后续部分，这就是为什么在第38章之后的179次引述中，费金就很少被称之为“犹太人”的缘故了。

## 譯本
1908年晚清林纾和魏易首先译为《贼史》，內容為文言文，由商务印书馆出版。1946年蔣天佐译为《奥列佛尔》，由三联书店出版。1953年熊友臻翻译為《雾都孤儿》出版。1984年荣如德翻译為《奥立弗·退斯特》，由上海译文出版社发行。之后，又陸續出现了秦原节、哲波等多位翻译家的译作。

## 改編版本
此书曾多次被改编成不同格式的作品，包括电影、电视剧及音乐剧，有：
- 1922年版本：此书第一次被改编成电影，為無聲電影
- 1948年版本：大卫·利恩執導，為最出名的版本之一
- 1960年：音乐剧《孤雛淚》（Oliver）
  - 1968年：改編自以上音乐剧的同名电影《孤雛淚》（Oliver）
- 1985年版本：电视剧《苦海孤雛》（Oliver Twist）
- 1988年迪士尼動畫电影《奧麗華歷險記》
- 2005年：羅曼·波蘭斯基的电影《孤雛淚》（Oliver Twist）

## 外部連結
網上文本
- Oliver Twist - 古腾堡计划（英文）
- Oliver Twist - 整部小說（HTML）（英文）
- Oliver Twist （页面存档备份，存于） - 容易閱讀HTML版（英文）
- Oliver Twist - 可搜索HTML版（英文）